# Chủ nghĩa duy tâm chủ quan
Chủ nghĩa duy tâm chủ quan là một trong hai khuynh hướng lớn của chủ nghĩa duy tâm. Khác với chủ nghĩa duy tâm khách quan, chủ nghĩa duy tâm chủ quan phủ nhận hoàn toàn cái khách quan bên ngoài và chỉ ra rằng mọi quyết định là từ chủ thể mà ra.

## Nội dung[1]
Theo những nhà triết học của chủ nghĩa duy tâm chủ quan, thế giới bên ngoài chỉ là cảm giác, tri giác, biểu tượng, ý thức của cá nhân, chủ thể và không tồn tại ngoài ý thức của chủ thể. Chủ nghĩa duy tâm chủ quan có thể dẫn đến thuyết duy ngã.

## Lịch sửnghiên cứu[1]

### Chủ nghĩa duy tâm chủ quan cổ điển
Các đại biểu xuất sắc của chủ nghĩa duy tâm chủ quan thời kỳ này gồm George Berkeley, David Hume và Johann Gottlieb Fichte. Bản thân Immanuel Kant cũng có những đóng góp cho khuynh hướng triết học này.

### Chủ nghĩa duy tâm chủ quan hiện đại
Trong hai thế kỷ 19 và 20, chủ nghĩa duy tâm chủ quan chứng kiến nhiều biến chuyển. Trước hết, đó là sự phát sinh của nhiều trường phái khác nhau như chủ nghĩa thực chứng, chủ nghĩa hiện sinh. Tiếp theo đó là những nỗ lực xóa bỏ sự khác biệt giữa chủ nghĩa duy tâm chủ quan và chủ nghĩa duy tâm khách quan. Những yếu tố của hai khuynh hướng này được kết hợp với nhau trong triết học hiện nay.